# ASCE La Linguère
El Association Sportive Culturelle et Éducative La Linguère es un equipo de fútbol de Senegal que juega en la Liga senegalesa de fútbol, la competición de fútbol más importante del país.

## Historia
Fue fundado en el año 1969 en la ciudad de Saint-Louis tras la fusión de los equipos Espoir de Saint-Louis y ASC Saint-Louisienne, siendo un equipo que figura más en la Copa senegalesa de fútbol, la cual ha ganado 4 veces contra un solo título de liga desde la fusión, ya que el Espoir fue campeón de liga bajo el mandato francés en 1957 y un título de copa en 1961; mientras que el Saint-Louisienne fue campeón de copa en 1966.
A nivel internacional, nunca ha pasado de la primera ronda en los torneos continentales, excepto en la Copa Confederación de la CAF 2008.

## Palmarés
- Liga senegalesa de fútbol: 1

2009
- Copa senegalesa de fútbol: 4

1971, 1988, 1990, 2007

## Participación en competiciones de la CAF
| Temporada | Torneo                       | Ronda      | Club               | Casa | Visita | Global      |
| --------- | ---------------------------- | ---------- | ------------------ | ---- | ------ | ----------- |
| 1989      | Recopa Africana              | 1          | ASF Bobo-Dioulasso | 2-1  | 0-1    | 2-2 (a)     |
| 1991      | Recopa Africana              | 1          | ES Sétif           | 1-0  | 1-7    | 2-7         |
| 1997      | Copa CAF                     | 1          | KAC Marrakech      | 0-1  | 0-1    | 0-2         |
| 2008      | Copa Confederación de la CAF | 1          | ES Bingerville     | 3-0  | 0-3    | 3-3 (4-2 p) |
| 2008      | Copa Confederación de la CAF | 2          | CS Sfaxien         | 3-2  | 1-2    | 4-4 (a)     |
| 2010      | Liga de Campeones de la CAF  | Preliminar | Asante Kotoko      | 2-0  | 0-2    | 2-2 (4-2 p) |
| 2010      | Liga de Campeones de la CAF  | 1          | Djoliba AC         | 1-0  | 0-1    | 1-1 (3-4 p) |

## Jugadores

### Jugadores destacados
- Yacoub Ba
- El Hadji Diouf